# Sandro Dias

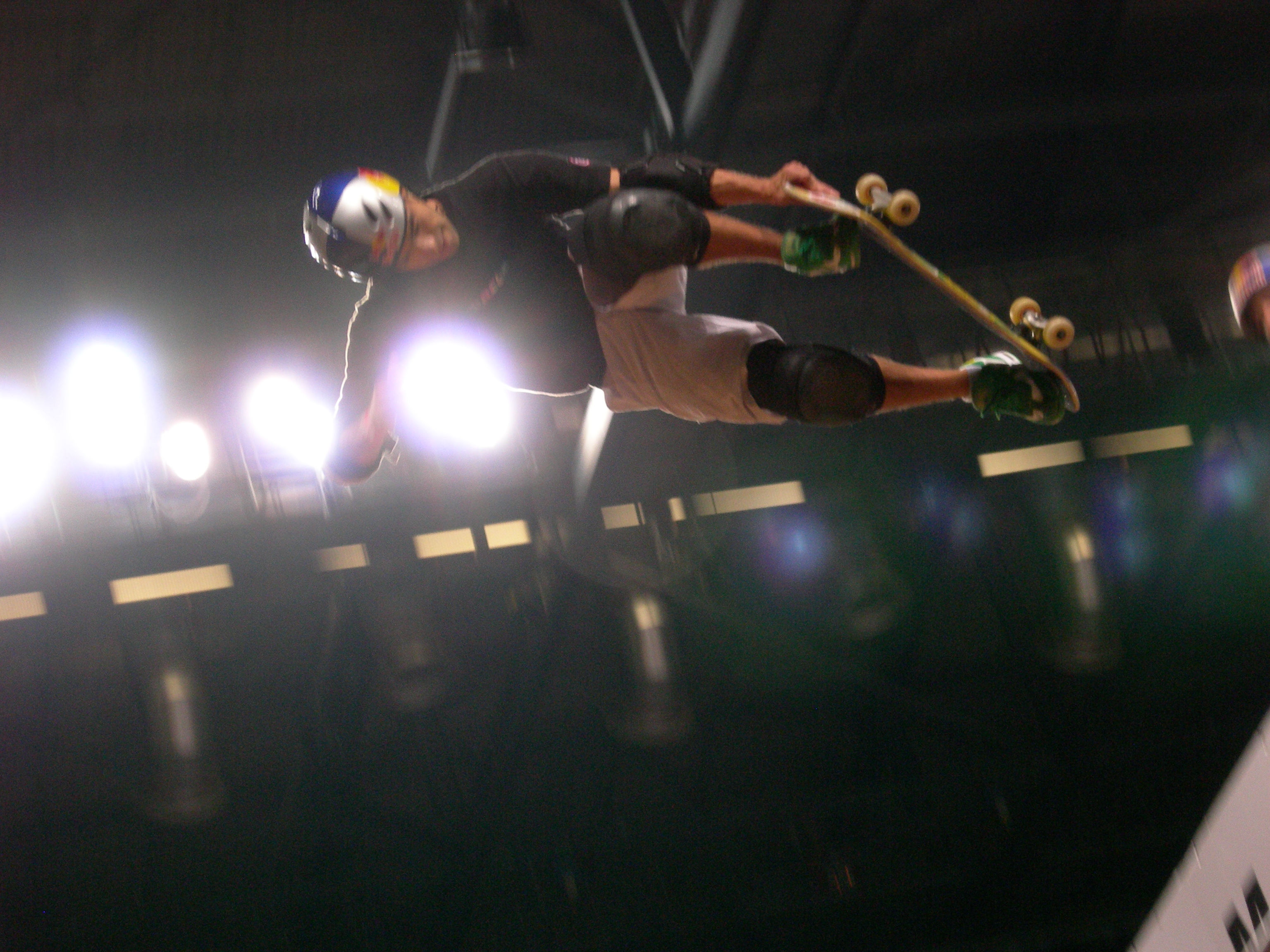
Sandro Dias

Sandro Dias (* 18. April 1975 in Santo André, São Paulo) ist ein professioneller brasilianischer Skateboarder.

## Werdegang
Sandro Dias bekam sein erstes Skateboard 1986 als Weihnachtsgeschenk. Mit acht Jahren nahm er an seinem ersten Wettbewerb teil und gewann den achten Platz. Er fährt standardmäßig in der Regular-Stellung und bevorzugt das Vert-Skaten. Im Jahre 1997 wurde er dann endgültig zum Pro-Skater.
Bei den X-Games 2005 schrieb Dias Geschichte, als er als erster Mensch einen „900“ (2½ Drehungen in der Luft) in einem Wettbewerb performte. 2010 war ein weiteres erfolgreiches Jahr für Sandro mit 2. Plätzen bei den X-Games Asia und der Dew Tour in Boston. Im Jahr 2011 konnte er sein Ergebnis bei den X-Games Asia wiederholen. 2012 belegte Sandro den ersten Platz beim Pernambuco Vert Pro. 2013 und 2014 folgten weitere X-Games- und Dew Tour-Medaillen. Von 1999 bis 2015 hat er durchgehend bei den X-Games teilgenommen.
Eine Knieoperation im Jahr 2016 zwang ihn kurzzeitig in eine Pause, aber er kehrte bald wieder in den Wettkampf zurück. Er ist sechsfacher Vert-Weltmeister und bislang einer von vier Skatern, welche den Skateboardtrick "900" (2½ Drehungen) beherrschen. Zu seinen Sponsoren gehören: Crail, Red Bull, Oakley, Reef und Randoms.

## Privatleben
Sandro ist unverheiratet und wohnt zurzeit in Santa Ana.

## Erfolge
- 2000: 3. bei X Games: Vert Doppel[2]
- 2002: 2. bei X Games: Vert Bester Trick
- 2003: 3. bei X Games: Vert
- 2003: 2. bei X Games: Vert Bester Trick
- 2004: 1. bei X Games: Vert Bester Trick
- 2005: 1. bei Asian X Games: Vert
- 2005: 3. bei X Games: Vert
- 2006: 1. bei Asian X Games: Vert
- 2006: 1. bei X Games: Vert
- 2013: 2. bei X Games Foz do Iguacu: Vert
- 2014: 2. bei X Games Austin: Vert
- 2010: 1. freestyle.ch: Zürich